# Blätter aus dem Buche Satans
Blätter aus dem Buche Satans ist ein in vier Episoden gegliedertes, dänisches Stummfilmdrama aus dem Jahre 1920 von Carl Theodor Dreyer.

## Handlung
Erzählt werden in vier Teilen die Versuchungen des Menschen durch Satan. Der Höllenfürst wurde per himmlischem Dekret aus seinem Reich verbannt und auf die Erde entsandt. Dort soll er unter den Menschen sein finsteres Handwerk verrichten. Für jede verführte Seele, die ihm erliegt, wird sein Strafmaß um weitere 100 Jahre erhöht; für jede, die ihm widersteht, werden ihm 1000 Jahre erlassen. Und so macht sich Satan an sein diabolisches Werk.

### 1. Episode
Jerusalem, während der letzten Tage im Leben Christi.
Das römische Herrschaftsgebiet Palästina ist in Aufruhr. Ein Prophet namens Jesus Christus verkündet ein neues Zeitalter voller Liebe und Entweltlichung. Die Massen jubeln dem neuen Messias zu. Damit gerät die Macht der Hohepriester in ernste Gefahr, die daraufhin mit harter Hand durchgreifen wollen. In Satan finden sie ihren Verbündeten, denn der weiß sich bei Judas einzuschmeicheln und ihn zum Verrat an seinem Herrn aufzuwiegeln. Der Religionsstifter gerät daraufhin in die Hände seiner ärgsten Feinde und stirbt wenig später qualvoll am Kreuz.

### 2. Episode
Sevilla zur Zeit der Renaissance.
In Spanien tobt die Heilige Inquisition. Don Gómez de Castro betreibt astrologische Studien, die von der katholischen Kirche mit äußerstem Argwohn begleitet werden. Seine Tochter Isabel wird von dem Mönch Don Fernandez erzogen, der sich in die junge Frau verliebt hat. Eines Tages bricht über die Familie de Castro die Katastrophe herein: Der Hausverwalter bezichtigt den Astrologen aufgrund seiner ihm unheimlich erscheinenden Tätigkeit der Zauberei; somit müsse er mit dem Teufel im Bunde sein. Der anreisende Großinquisitor, niemand anderes als der verkleidete Satan, verurteilt Castro aufgrund angeblicher Ketzerei zum Tode, der Astrologe stirbt an den Qualen der Folter. Isabel, von Don Fernandez sexuell missbraucht, verbrennt auf dem Scheiterhaufen.

### 3. Episode
Paris im Jahre 1793, zur Zeit der Nachwehen der Französischen Revolution.
Graf de Chambord beabsichtigt, die sich in Gefangenschaft der französischen Revolutionäre befindliche Königin Marie-Antoinette zu befreien. Der Jakobiner Erneste Durand, in Wirklichkeit Satan, kann auf ihn einwirken und letztlich für die Sache der Revolution gewinnen. Auch hier steckt Satans Macht dahinter. Doch des Grafen Umkehr nützt ihm nichts. Als die Revolutionsgarden ihn jagen, um den Adeligen zu guillotinieren, bittet er seinen treuen Knecht Joseph darum, sich in seiner Abwesenheit um seine Frau und seine Tochter Genevieve in Zukunft zu kümmern. Doch dieser verübt schmählichen Verrat und sorgt dafür, dass sie verhaftet werden. Bald kommt es zu einem zweiten Verrat Josephs…

### 4. Episode
Finnland im Jahre 1918, infolge der Russischen Revolution.
Zentrum des Geschehens ist eine kleine Bahnwärterstation, in der der brave Paavo seinen Dienst verrichtet und glücklich mit seiner Frau Siri lebt. Ganz in der Nähe toben schwere Gefechte zwischen den zarentreuen „Weißen“ und den kommunistischen „Roten“. Letztere werden von Iwan angeführt, einem verstoßenen, russischen Mönch. Doch in Wahrheit ist er Satan, der dem Bösen, dem Kommunismus, zum Sieg verhelfen will. In der Bahnhofsstation versucht Satan alias Iwan das Ehepaar zu entzweien, in dem er Rautamiemi in Liebe zu Siri entflammen lässt. Dann versucht er das Ehepaar zur Kollaboration zu zwingen. Doch beide verweigern sich, und Siri bleibt ihrem Gatten treu. Iwan gibt daraufhin den Befehl, Paavo zu erschießen. Während die standhafte Siri für ihre Vaterlandsliebe und Überzeugung in den Tod geht, wird Paavo im letzten Moment gerettet. Diesmal ist Satan bei dem Versuch, seine mörderische Mission zu vollenden, gescheitert.

## Hintergrund
Die Planung dieses auf vier Zeitebenen spielenden Films datiert auf das Jahr 1918. Die Dreharbeiten fanden 1918 und 1919 statt. Die Welturaufführung war am 15. November 1920 in Oslo. In Dreyers Heimat Dänemark lief Blätter aus dem Buche Satans am 24. Januar 1921 an. Die deutsche Premiere erfolgte im Juni 1922.
Dreyers Entscheidung, diesen Film zu drehen und gleich einem Panorama menschlicher Abgründe zu gestalten, war durch folgende Ereignisse geprägt: die Oktoberrevolution 1917 in Russland mit den infolgedessen auftretenden Drangsalierungen der Finnen durch Rote Garden sowie D. W. Griffiths Monumentalfilm Intoleranz, an dessen Gestaltung sich Blätter aus dem Buche Satans orientierte.
Für Dreyer, der hier auch ungenannt an der Gestaltung der Filmbauten mitarbeitete, war dieser Film sein Regiedebüt. Während der Unterbrechungen der langwierigen Dreharbeiten inszenierte er mit Der Präsident einen weiteren Film, der als Erster (1919) uraufgeführt wurde. Blätter aus dem Buche Satans ist erst die dritte Dreyer-Inszenierung, die in die Kinos gelangte.

## Kritik
Der Film wurde recht uneinheitlich aufgenommen; kritisiert wurde vor allem die letzte Episode, da sie von einigen Kritikern als sehr plakativ angesehen wurde.
Reclams Filmführer schrieb: „Ähnlich wie Griffith in Intolerance wollte Dreyer hier die fortdauernde Gefährdung des Menschen zeigen, wobei er das Böse personifizierte und Satan als ständigen Gegenspieler in die Handlung einführte. Der Film ist uneinheitlich, teilweise naiv und nicht ohne Längen, stellenweise aber auch von starker Eindruckskraft. ‚Untypisch‘  für Dreyer ist die finnische Episode mit ihren vielen kurzen Einstellungen, die in einem harten Stakkato-Rhythmus montiert sind.“
In Das große Personenlexikon des Films ist Folgendes zu lesen: „Erzählt wurde in diesem hinsichtlich seiner Gestaltung an Griffiths ‚Intoleranz‘ erinnernden Kunstwerk in vier Episoden von den Versuchungen des Bösen, von Verrat und Mord, Verfolgung und Unterdrückung. Bereits dort, vor allem aber in seinen nächsten Filmen, konnte man Dreyers maßgebliches Interesse an Gesichtern und an Emotionen, die sich in ihnen widerspiegelten, ablesen.“
Das Lexikon des internationalen Films befand: „Der zweite Film des Dänen Carl Theodor Dreyer (1889-1968) nimmt formal schon jene Qualitäten vorweg, die seine später Filmgeschichte machenden Werke auszeichneten: die Abstraktion der Personen durch Großaufnahmen in strenger Profil- und Frontalansicht, die Spiritualisierung in der Schauspielerführung. Deutlich an Griffiths ‚Intolerance‘ orientiert, prangert der (stumme) Film in vier Episoden, durch den in immer neuer Verkleidung auftretenden ‚Versucher‘ Satan verbunden, die Intoleranz der Menschen an. Gelingt ihm das in der ersten Geschichte (Der Verrat Judas’ an Jesus) noch überzeugend, so gleiten die weiteren Episoden (Spanische Inquisition; Französische Revolution; Die rote Garde), vom inszenatorischen Furioso der letzten Episode abgesehen, doch in Oberflächlichkeit und einseitige Verzeichnung ab.“
In edition-filmmuseum heißt es: „In den vier Episoden aus vier ganz verschiedenen historischen Episoden, auch in der durchgehenden Anprangerung der Intoleranz ist das übermächtige Vorbild von Griffith' Intolerance (1916) allgegenwärtig. Doch nicht nur, weil für den Dänen die Monumental-Bauten und Statisten-Heere seines amerikanischen Vorbild unerschwinglich blieben, sind die Unterschiede deutlich. Anders als Intolerance hat Dreyer seine vier Episoden nur mit einer knappen Rahmenhandlung versehen; die Episoden selbst werden chronologisch-geradlinig, in sich geschlossen, erzählt. Obwohl sie novellistisch kurz sind, ist jeder historische Dekor mit soviel massiven Bauten ausgemalt wie in jedem anderen, langen Dreyer-Film. Die Überzeugung, daß sich die Abstraktion der Personen, die Spiritualität einer Handlung nur auf dem Fundament einer möglichst konkreten Realität erreichen läßt, wird nachdrücklich demonstriert. Daß Dreyer, entgegen landläufiger Vorstellung von einem düsteren Meister bedächtig ausgemalten Duldens, durch meisterhaften Einsatz von Groß- und Detailaufnahmen auch das verkürzende Stakkato eines hochdramatischen Erzählkinos zu erfinden wußte, zeigt in der letzten Episode die knapp skizzierte Nebenhandlung von einer jungen Partisanin, die für die Rettung-in-letzter-Minute vor den grimmigen Bolschewiken sorgt. Blätter aus dem Buche Satans ist nicht zuletzt auch ein Meisterwerk raffiniert-stetiger Tempo-Steigerung von Episode zu Episode – bis zu den furiosen Szenen-Splittern der Schluß-Erzählung, die das Premieren-Publikum verstörten.“
Bei Filmmuseum.at kam man zu folgendem Urteil: „Vier Zeitalter und vier Episoden, mit denen Dreyer die Realmacht des Bösen als das Bleibende in der Geschichte beschwört. Ganz im Bann der filmischen Pionierarbeit von D. W. Griffith stellt Blade af Satans Bog eine Anverwandlung und Variation von Intolerance dar. Auch ist Dreyer der erste europäische Regisseur, der seine Filmsprache aus dem Zusammenprall von rhythmischer Montage, Großaufnahmen und Kamerafahrten gewinnt. Bei Griffith vermischen sich die Zeitströme auf naive und tollkühne Art. Dreyer jedoch separiert und erzählt in Blöcken. Seine Gangart ist gewichtig, seine Intensität ruhig und das Zentrum seines Mysterienspiels das Bleibende im Wechsel: das Leiden der Verfolgten, die Nachfolge Christi.“